# ジョゼ・ボヴェ

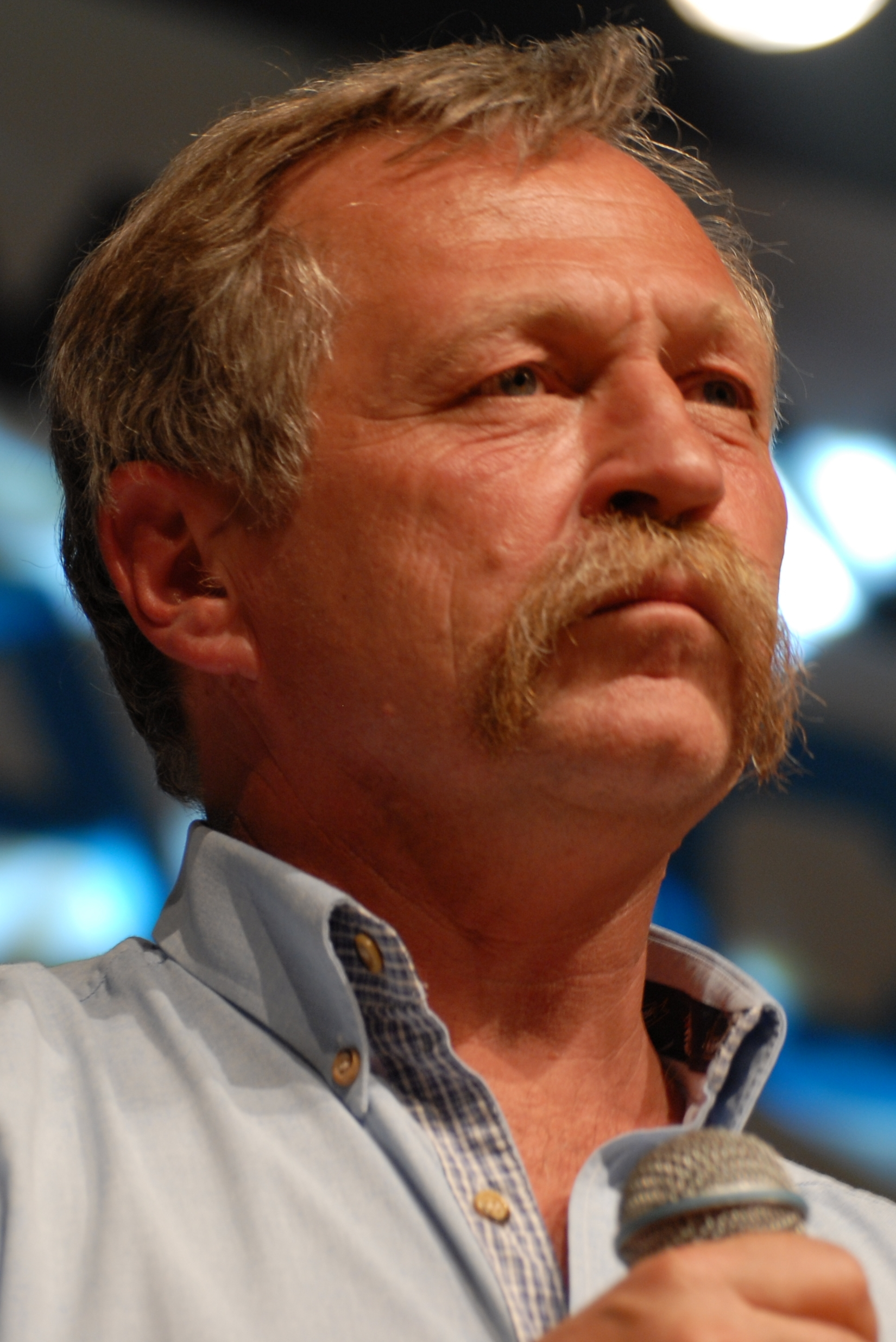
ジョゼ・ボヴェ近影

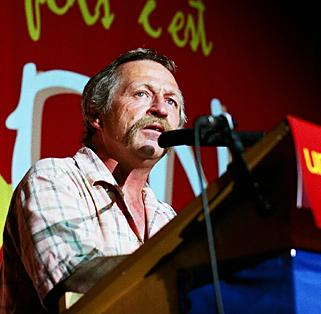
パリで開かれた欧州憲法条約批准に反対する集会で演説するジョゼ・ボヴェ、2005年5月

ジョゼ・ボヴェ（José Bové 1953年6月11日 - ）は、フランスのラルザックの酪農家で、アルテルモンディアリスムの代表的運動家。欧州議会議員。メディアによっては「ジョゼ・ボベ」と表記されることもある。

## 経歴
ジロンド県タランスで生まれた。学生結婚をしてジョゼ誕生当時、農学を専攻するフランス国立農業研究センター (INRA) の研究者だった両親を持つ。父ジョゼフ＝マリーはルクセンブルク系である。母コレットは自然科学の教授である。両親がカリフォルニア大学バークレー校へ研究者として招かれたため、3歳から3年間アメリカ合衆国で生活した。ボヴェは英語が流暢に話せる。
15歳当時、1968年パリ五月革命の影響を受けたジョゼ少年は、アティス＝モンスで通っていたカトリックイエズス会系私立高校での「旅行」についての作文の宿題で、麻薬、アルコールを経験し、やがて反逆者になっていく男の人生を「旅」に喩えた創作文を書き「不信心者」として高校を追放される。その後単独でパリに残り（両親は仕事のためボルドーへ転居）、バカロレアを取得した。
この時期にプルードン、バクーニンなどアナキズムの著作をむさぼり読み、現在でも自ら「マルクスよりバクーニンに近い」と語る。21歳で「良心的兵役拒否」の運動に参加、1975年に自身にも召集令状が届くが、兵役拒否者の資格を求める訴えを起こし、一年ほどピレネー山麓の農場に身を隠す。ラルザックでは、1971年からNATO軍基地拡張に反対する農民の闘争が起こっており、ボヴェは一支援者としてこの闘争に参加する。この時期、技術社会批判で知られる思想家で、ボルドー大学で教鞭を取っていたジャック・エリュールから少なからぬ影響を受けている。1976年には、妻アリス・モニエ、長女マリーとともにラルザックに定住した。同年6月28日に14人の農民と8人の住民とともにラルザック基地に突入し事務所を占拠する闘争を行う（この闘争でボヴェは懲役三週間の刑を受けている）など、反基地運動の先頭に立っていくことになる。ラルザックの基地拡張計画は、1981年ミッテラン・フランス社会党政権の誕生により、白紙撤回され農民たちが勝利する。

## 思想と運動
1983年、ボヴェはミヨーで大会が開催され結成された農民労働者組合全国同盟 (CNSTP) に参加、CNSTPは1987年に「生産性至上主義反対・農業の企業化反対」「土地に根ざした生産」を掲げる農民同盟 (Confédération Paysanne) に発展し、ボヴェはスポークス・パーソンを務める。農民同盟は、農民組織の国際ネットワークビア・カンペシーナ（Via Campesina、「農民の道」の意）に参加している。
1995年、ボヴェはシラク大統領が発表した核実験計画に反対してグリーンピースのボートに同乗。9月1日にフランス領タヒチのムルロア環礁核実験場海域に侵入して核実験の中止を訴え、フランス海軍に拘束される。
1997年、農民同盟は、GMO（遺伝子組み換え作物）に反対するキャンペーンを開始、そして1998年1月8日、ロット＝エ＝ガロンヌ県ネラックにある製薬・バイオテクノロジー企業ノバルティス社の倉庫にボヴェと農民同盟のメンバー数人が突入して、遺伝子組み換えされたトウモロコシの種子を「変質」させるという行動に出る。ボヴェと他の二人は懲役6ヶ月（執行猶予付き）の有罪判決を受ける。
1999年8月12日、農民同盟と市民のデモが「欧州が米国のホルモン肥育牛肉の輸入を禁止したことへの報復として、米国がフランス産のロックフォールチーズに対する制裁関税を課したことへの抗議」として、マクドナルドを「多国籍企業による文化破壊の象徴」に見立てて、ミヨーに建設中だった店舗を破壊する。（参考 マクドナルドを「解体」するボヴェら農民同盟 動画）
5日後の8月17日に農民同盟のメンバーら4人が逮捕され、ボヴェは19日に逮捕されるという事態になる。他の四人は保釈請求が受け入れられて釈放されたが、ボヴェは遺伝子組み換え種子「変質」事件で執行猶予期間中だったので、保釈請求を却下される。法廷が9月2日に下した決定は「懲役刑を言い渡すが、他の4人と同じ条件で釈放する」というものだった。ボヴェは金を払っての釈放を拒否するつもりだったが、世界中から連帯のメッセージとともに届いた保釈金カンパの集まりに、9月6日に釈放されることを選択した。しかし、2002年大統領選でジャック・シラクが当選を決めた直後の6月19日に再収監される（獄内で抗議ハンストを行い、8月上旬に釈放）。
ボヴェは、WTO（世界貿易機関）を「健康と食料、労働などあらゆる人間の営みに侵食する『執行権』『立法権』『裁判権』を兼ね備えた『市場原理主義の超権力』である」として、1999年のWTOシアトル会議への抗議現地デモに参加する。2005年にも、韓国ピョンテグでの米軍基地に反対する集会に参加したあとに、WTO香港会議に対する現地デモに参加。デモの最先頭で、香港警察のマスタード・スプレーを頭から浴びている。
2002年には、イスラエル軍に軟禁状態にされていたパレスチナ自治政府のヤセル・アラファト議長を自家製のロックフォール・チーズを持参して訪問。イスラエルの攻撃を非難して、パレスチナ連帯の意を表明した。強制送還されたボヴェが到着したパリのオルリー空港では、集結したイスラエルとパレスチナ双方の支持者が乱闘を繰り広げるという一幕もあった。

## 2007年フランス大統領選挙に出馬
2005年、EU憲法批准の是非を問う国民投票に際して、反新自由主義の立場から批准に反対する運動に尽力、反対派の勝利に貢献した。このEU憲法批准に反対した反新自由主義左派グループ（フランス共産党-PCF、革命的共産主義者同盟-LCR、緑の党、労働者の闘争-LO、など）は、「5月29日全国コレクティブ」（「5月29日」はEU憲法批准反対派が国民投票で勝利した日）を形成して2007年の大統領選挙を睨んで左派統一候補を擁立する議論を行ってきたがまとまらず、当初から名前が挙がっていたボヴェは早々と議論から降りてしまう。しかし、大統領選の左派の乱立状況に危機感を抱いたグループによって「ジョゼ・ボヴェは左派の解決的候補者になれるし、なるべきだ！」というインターネット上の署名運動が2007年初頭から開始され、半月で40,000の署名が集まった。ボヴェはこの署名の結果を受けて2007年2月1日に、「社会的、連帯的、エコロジー的、反人種差別的、フェミニスト的変革」を掲げて同年5月に投票が行われる大統領選挙への立候補を表明した。
(資料：ジョゼ・ボヴェによる大統領選立候補表明声明）（出馬表明記者会見 動画）。
ボヴェ陣営は、立候補にあたって自らを「左派の乱立を解決する候補＝左派統一候補」とみなして、2007年フランス大統領選においてもオリヴィエ・ブザンスノを擁立しているLCRに、同候補を下ろして一致してボヴェを推すことを要請するがLCR多数派は「ボヴェは『5月29日全国コレクティブ』での議論において、新自由主義に妥協的な社会党と共産党に曖昧な態度をとって自ら議論を降りた。インターネットの署名がその議論に取って代わることは出来ない」とボヴェ陣営の要請を一蹴した。しかし、LCR反主流派の一部のグループは「左翼統一候補を擁立できなかった全責任は共産党とLCRにある。この両党は自陣営さえ完全に固めることが出来ていない」として、ブザンスノではなくボヴェを支援した。結局ボヴェは、「左派乱立候補」の一人として、大統領選を闘うこととなった。
2月7日、フランスの最高裁にあたる破棄院は、ボヴェら農民同盟がオート＝ガロンヌ県の試験栽培畑での遺伝子組み換えトウモロコシを実力で伐採した事件について、ボヴェに禁固4ヶ月を言い渡した（日本の高裁にあたる控訴院でも禁固4ヶ月の判決でボヴェは控訴していた）。（参考 遺伝子組み換え作物を実力で撤去するボヴェら農民同盟 動画）ボヴェが収監され「獄中大統領候補」になれば選挙キャンペーン上有利という見方もあったが、結局選挙期間中に収監されることはなかった。
2月1日に立候補を表明したボヴェだったが、その時点で大統領選正式立候補に必要な市町村議員の五百人分の推薦人のうち約二百人分の推薦状しか集まっておらず、その後も獲得が難航した。一時は立候補が危ぶまれたが、ボヴェ陣営は立候補受付締め切りの3月16日に504人分の推薦をもって正式に届け出た（その前日にはボヴェの選挙事務所に「推薦人獲得」の報が入る様子を逐一インターネットでライヴ中継していた）。しかし、「504人中、4、5人分は正式に認められるか分からない。ほんとうに500あるかどうかも確認できない」とボヴェは周囲を煙に巻き立候補届けが受理されるか注目されたが、結局フランスの憲法評議会は3月19日に504人分の推薦を正式に確認し立候補を認めた。この瀬戸際の「推薦人騒動」も、注目を集めるためのボヴェ一流のパフォーマンスという見方もある。
ボヴェは、2002年フランス大統領選挙の際には「もしボヴェが立候補したら」というあるアンケートで「当選確実」というデータが出たという。2007年の大統領選で、その「国民的人気」と知名度からボヴェは左派の有力候補の一人として選挙戦を展開するものと思われたが、出馬表明の遅れと支持母体の基盤（反グローバリゼーション運動活動家の一部、緑の党内「オルタナティヴ派」、LCR反主流派の一部グループなど）の弱さからか483,008票（1.32％の得票率）に留まり、12人の候補者中10位という「惨敗」といえる結果となった（フランス中南部内陸部のいくつかの県では6位となっている）。前回大統領選における極右政党国民戦線のジャン＝マリー・ル・ペン候補が決選投票に進出した衝撃から「左の左」支持層が「勝てる候補」に投票するという傾向を示し、また社会党セゴレーヌ・ロワイヤル候補の「（右派に勝てる）有効な投票を」という呼びかけが功を奏した結果、全体として「左の左」の各党候補が陥没した状況で、ボヴェもまた「逆風」を突破することは出来なかった。ボヴェは第一次投票の結果が出た直後に、ロワイヤル候補と右派のニコラ・サルコジの対決となった決選投票において、「反右派」の立場からロワイヤルへの投票を呼びかけた。

## 近年の活動
2009年6月に投票が行われた欧州議会選挙では、緑の党、ダニエル・コーン＝ベンディットらと選挙ブロック:ヨーロッパ・エコロジーを結成。ボヴェはフランスSud-Ouest（南西）選挙区から出馬、当選して欧州議会議員に選出された。
2018年にZADとともに高速道路建設反対運動に参加し、警察に排除されている。

## 注
フランス語においては、ネガティヴで後ろ向きな意味合いを与えかねない Antimondialisme（反グローバリゼーション運動）ではなく、Anti 「反」の代わりに Alter 「改」を当てた Altermondialisme を用いることが多い（ちなみに、フランス語ではグローバリゼーションのことはmondialisationという）。詳細はリンク先を参照のこと。